# Stephen Gionta
Stephen Gionta (ur. 9 października 1983 w Rochester) – amerykański hokeista, reprezentant USA.
Jego bracia Brian (ur. 1979) i Michael (ur. 1990) także są hokeistami.

## Kariera
- Rochester Jr. Americans (1999-2000)
- USNTDP Juniors (2000-2001)
- U.S. National U18 Team (2001-2002)
- Boston College (2002-2006)
- Albany River Rats (2006)
- Lowell Devils (2006-2010)
- Albany Devils (2010-2012)
- New Jersey Devils (2010, 2012-2015)
- Bridgeport Sound Tigers (2016-2019)
- New York Islanders (2016/2017, 2018/2019)

Od 2010 zawodnik New Jersey Devils. Od tego czasu przekazywany do klubów podrzędnych w rozgrywkach AHL. Od października 2016 zawodnik Bridgeport Sound Tigers. Od grudnia 2016 zawodnik New York Islanders. Latem 2019 ogłosił zakończenie kariery zawodniczej.
Uczestniczył w turnieju mistrzostw świata w 2013.

## Sukcesy
Reprezentacyjne
- Brązowy medal mistrzostw świata: 2013